# Ирина Бранкович (съпруга на Гьон II Кастриоти)
Вижте пояснителната страница за други личности с името Ирина Бранкович.
Ирина Бранкович (на сръбски: Јерина Бранковић) е сръбска благородничка от XV век, съпруга на Гьон II Кастриоти.
Ирина е третата дъщеря на сръбския деспот Лазар Бранкович и Елена Палеологина. Дядо ѝ по бащина линия е Георги Бранкович, а баба ѝ – Ирина Кантакузина. Тя има две по-големи сестри Елена Бранкович, която става последната кралица на Босна между 1461 и 1463 г. по време на брака си с крал Стефан Томашевич Котроманич, и Милица Бранкович, съпруга на последния владетел на Епирското деспотство Леонардо III Токо.
През 1485 г. Ирина се омъжва за Гьон II Кастриоти, единствения син на националния герой на Албания Скендербег. Имат няколко деца:
- Джорджо († 1540),
- Костантино Кастриота (1477 – 1500), епископ на Изерния
- Феранте († 1561), херцог на Галатина
- Мария († 1569)

Потомците на Гьон II Кастриоти, живеещи днес в Италия, са единствените потомци на византийския император Мануил II Палеолог, прадядо на Ирина Бранкович.